# 稲苑大学
稲苑大学（とうえんだいがく/Tohen Daigaku）は、北海道札幌市手稲区で開催される同区内在住の65歳以上を対象にした札幌市主催の高齢者教室（市民大学講座）である。

## 活動場所
- 北海道札幌市手稲区手稲本町3条1丁目3-41（手稲コミュニティーセンター）
- 北海道札幌市手稲区前田1条11丁目1-10（手稲区役所）

## 概要
- 5月から11月にかけて19回行われる。
- 手稲コミュニティーセンターが他の活動などで使用できない時は、手稲区役所で行われる。

## 事業仕分け
2010年6月札幌市は市民評価（事業仕分け）を実施し、仕分け対象事業の一つ「札幌シニア大学」が議論されたが、その中で札幌シニア大学は稲苑大学など札幌市内各区の高齢者教室と統合してシニア大学事業費を削減すべきであるといった評価を下した。

### 札幌市高齢者教室一覧
- 手稲区 - 稲苑大学（手稲コミュニティセンター・手稲区役所）
- 中央区 - シルバーセミナー（中央区民センター）
- 北区 - 北親大学（北区民センター）
- 東区 - 年輪大学（東区民センター）
- 白石区 - 寿大学（白石区民センター ）
- 厚別区 - 瑞穂大学（厚別区民センター）
- 豊平区 - 創造学園（月寒公民館）
  - 教養科
  - 専攻科
- 清田区 - ふれあい学園（清田区民センター）
- 南区 - 緑苑大学（南区民センター）
- 西区 - ときわ大学（西区民センター）